# Гематоксилин
Гематоксилин — органическое соединение, природный краситель, получаемый из эфирного экстракта кампешевого дерева (Haematoxylon campechianum). Применяется в виде различных растворов для окрашивания гистологических препаратов. При окраске гематоксилином клеточные ядра приобретают тёмно-синий цвет.

## История
Используется в микроскопии с 1865 года.

## Свойства
Бесцветные кристаллы, желтеющие под действием света и воздуха. Имеет сладкий вкус. Обычно имеет форму тригидрата и обезвоживается при 120 °C. Температура плавления 140 °C. Растворим в горячей воде, присутствие тетрабората натрия улучшает растворимость в водных растворах. Также растворим в спирте, глицерине, плохо растворим в холодной воде и эфире.
В щелочных растворах окрашивается в пурпурный цвет, который через небольшой промежуток времени синеет, затем коричневеет. Не взаимодействует с разбавленными кислотами, но обладает свойствами кислотно-основного индикатора.
Сам гематоксилин не способен окрашивать биологические препараты, эту способность его растворы приобретают только лишь после окисления гематоксилина в гематеин. Процесс окисления заключается в потере двух атомов водорода, занимает по времени несколько недель и называется «созреванием». Для ускорения процесса окисления в красящие растворы вводят сильные окислители, в роли которых могут выступать перекись водорода, перманганат калия и другие соединения.

## Применение
Используется в микроскопии в различных окрашивающих растворах. Составы растворов разнообразны, наибольшее применение имеют следующие группы:
- Вольфрамовые гематоксилины;
- Железные гематоксилины;
- Квасцовые гематоксилины;
- Литиевый гематоксилин;
- Молибденовые гематоксилины;
- Хромовый гематоксилин.

Также применяется как аналитический реактив в химии для фотометрического определения алюминия и других ионов.